# Мохамед Бенайса
Мохамед Бенайса (на арабски: محمّد بن عيسى) (роден 3 януари 1937, Асила, Мароко), е марокански политик (министър, посланик, кмет).

## Биография
Получава от Университета на Минесота (в градовете близнаци Минеаполис и Сейнт Пол) бакалавърска степен по комуникации през 1963 г., както и почетната научна степен „доктор по право“ (Doctor of Laws) през 2007 г.
След обучение в Колумбийския университет става прес-аташе в дипломатическата мисия на Мароко в ООН, а после в продължение на 11 години е служител в структурата на ООН и нейната Организация по прехрана и земеделие.
Завръща се в Мароко, заема политически длъжности, кмет е на родния си град Асила от 1984 до 2010 г.
Министър е на културата на Мароко от 1985 до 1992 година, после е посланик на Мароко в САЩ (1993 – 1999). Крал Хасан II го назначава през април 1999 година, 3 месеца преди кончината си, за външен министър. Бенайса остава на този пост и при неговия син и наследник крал Мохамед VI до 2007 г.